# Promachus grandis
Promachus grandis là một loài ruồi trong họ Asilidae. Promachus grandis được Macquart miêu tả năm 1838. Loài này phân bố ở miền Australasia.